# Війна Іфні
Війна Іфні (в Іспанії відома як Забута війна — ісп. Guerra Olvidada) — бойові дії в 1957–1958 роках, які проходили між іспанською армією і марокканськими повстанцями в Південному Марокко, територія якого в той час була іспанською колонією.

## Причини
Прибережне місто Сіді-Іфні з 1860 року перебувало в складі Іспанської колоніальної імперії. Надалі під контроль Іспанії перейшов ряд територій на південь від міста. В 1946 році всі ці території були перетворені в Іспанську Західну Африку.
Після здобуття незалежності в 1956 році Марокко стало претендувати на сусідні іспанські території, стверджуючи, що вони історично і географічно є частиною Марокко.

## Хід конфлікту
10 квітня 1957 року в Іфні почалися антиіспанські виступи, інспіровані Марокко. Для їх придушення Франсіско Франко відправив у Африку підрозділи Іспанського легіону. У відповідь на це 23 жовтня 1500 марокканських солдатів зайняли два села на околиці Сіді-Іфні — Гюльмен і Бу-Ізарген.

### Штурм Іфні
Бойові дії почалися в листопаді. 21 листопада іспанське командування отримало інформацію, що марокканці готують напад на Іфні з району Тафраута. Два дні потому іспанські лінії зв'язку були перерізані, і 2000 марокканських солдатів пішли на штурм Іфні та складів зброї навколо міста. Штурм був відбитий гарнізоном, але два іспанських аванпости були кинуті після атак марокканців, а саме місто опинилося в облозі.

### Тілуін
У Тілуіна 60 ополченців під командуванням іспанських офіцерів стримували атаки кількох сотень марокканців. 25 листопада спроба прориву провалилася. Щоб вивести загін з оточення, іспанці притягнули п'ять бомбардувальників CASA 2.111 і висадили десант з 75 парашутистів. 3 грудня солдати 6 батальйону Іспанського легіону змогли прорвати облогу Тілуіна і відвоювати аеродром. Усі військові й цивільні співробітники були потім евакуйовані по суші в Сіді-Іфні.

### Облога Сіді-Іфні
Бойові дії велися невеликими піхотними підрозділами і майже без застосування техніки, хоча іспанці використовували авіацію. Після провалу штурму Іфні марокканці взяли місто в облогу і почали розширювати плацдарми в околицях міста. Протягом двох тижнів марокканці та їх племінні союзники стримували контроль над більшою частиною Іфні, ізолюючи іспанські підрозділи від столиці регіону. Одночасно вони проводили атаки з боку Іспанської Сахари, нападаючи на гарнізони і влаштовуючи засідки на конвої і патрулі.
Марокканські підрозділи розраховували викликати в Сіді-Іфні народне повстання, але недооцінили силу іспанських укріплень. Забезпечуючи з моря ВМС Іспанії та поритий кілометрами траншей Сіді-Іфні до 9 грудня мав 7500 захисників і виглядав неприступним. Облога, що тривала до червня 1958 року, стала відносно безкровною, оскільки Іспанія та Марокко зосередили свої ресурси на театрі бойових дій в Сахарі.

### Бій при Ечерах
Найбільш відомою подією війни став бій при Ечерах. У січні 1958 року Марокко подвоїло чисельність своїх військ в районі Іфні, реорганізувавши всі армійські підрозділи на іспанській території в «Марокканську визвольну армію» (МОА).
12 січня підрозділи МОА напали на іспанський гарнізон при Ель-Аюн. Атакабула не вдалою, і марокканці були змушені відступити на південний схід. Тут вони на наступний день в районі Ечер натрапили на дві роти 13-го батальйону Іспанського легіону, які вели розвідувальну місію. Перебуваючи в меншості, іспанці стійко зустріли вогонь марокканців і змусили їх відступити з важкими втратами. Сутички тривали до темряви, і до вечора марокканці, розсіяні по околицях, залишили позиції і безладно відступили.

### Завершення кампанії
У лютому 1958 року іспанські сили за підтримки Франції почали успішний наступ проти марокканців. Іспанці і французи направили в регіон об'єднаний повітряний флот з 150 літаків, а також 9000 іспанських солдатів і 5000 французьких. Марокканські гірські табори в Тан-Тан були розбомблені, МОА втратила 150 бійців. 10 лютого три іспанських батальйони, організованих в моторизовані групи, розсіяли марокканців біля Ечер і прорвалися до Тафурдата і Смари.
Іспанська армія в районі Ель-Аюн за підтримки французів вдарила по позиціях марокканців 21 лютого, зруйнувавши їх оборону між Бір-Назараном і Аузертом.

## Наслідки
Бойові дії були завершені після підписання іспано-марокканської угоди в Ангра-де-Синтра в квітні 1958 року. Іспанія поступалася Марокко територію мису Хубі, зберігши за собою Сіді-Іфні (до 1969 року) і Західну Сахару (до 1975 року).
Іспанія володіла Іфні до 1969, коли, перебуваючи під міжнародним тиском (резолюція ООН 2072 від 1965), вона повернула територію Марокко. Іспанія зберігала контроль над Іспанською Сахарою до Зеленого маршу 1975 року, який підштовхнув її до підписання Мадридських угод із Марокко і Мавританією; вона відступила з цієї території в 1976 році і Західну Сахару поділили Марокко і Мавританія.